# 가게키요도
가게키요도(일본어: 景清洞)는 일본 야마구치현 미네시 미토정에 있는 석회암 동굴이다. 아키요시다이 국정공원의 가장 동북부에 위치해 천연기념물으로 지정되어 있다.

## 이름의 유래
단노우라 전투에서 패북한 헤이케의 무장 다이라노 가게키요가 이 동굴에 숨어 있었다는 전설이 있기 때문에 이 이름이 있다. 또 다른 전설에서는 헤이케의 부장인 오오바 가케무네 일당이 이 동굴에 도망쳐 살았지만, 겐큐 9년 (1198년)에 가케무네의 유수중에 추토의 병사가 밀려들어, 그 때 이것을 맞이한 가케무네의 아이 오오바 가게키요에서 유래하고 있다고 한다.